# Franz Andrä von Orsini-Rosenberg
Franz Andrä von Orsini-Rosenberg (* 5. April 1653 in Klagenfurt; † 28. März 1698 ebenda; vollständig (ab 1684): Franciscus Andreas Reichsgraf von Orsini und Rosenberg, Freiherr auf Lerchenau und Grafenstein) war ein Kärntner Adeliger aus dem Hause Orsini-Rosenberg. Von 1686 bis zu seinem Tod 1698 bekleidete er das Amt des Kärntner Landeshauptmanns und war auch Erblandhofmeister in Kärnten.

## Leben
Franz Andrä begann nach dem Studium und der obligaten Kavalierstour durchs Ausland eine Laufbahn als Gesandtschafts-Attaché an verschiedenen Höfen des Heiligen Römischen Reiches. Er erhielt zunächst den Titel eines Reichshofrates. 1685 wurde er auf Vorschlag der Stände zum Landeshauptmann ernannt und 1686 ins Amt eingeführt. 1693 stieg er zum wirklichen geheimen Rat auf.
Orsini-Rosenberg heiratete 1682 Amalie Theodora Reichsgräfin von Löwenstein. Mit ihr hatte er folgende Kinder:
- Ernestine (1683–1728)
- Maria Anna (1687–1747)
- Carolina (1688)
- Johann Franz (1690)
- Teresia (1693)
- Johann Carl (1695–1718), mit ihm starb die mittlere Linie der Orsini-Rosenberg aus.